# Volkertshausen
Volkertshausen är en kommun och ort i Landkreis Konstanz i regionen Schwarzwald-Baar-Heuberg i Regierungsbezirk Freiburg i förbundslandet Baden-Württemberg i Tyskland.
Kommunen ingår i kommunalförbundet Singen (Hohentwiel) tillsammans med staden Singen (Hohentwiel) och kommunerna Rielasingen-Worblingen och Steißlingen.